# Mora (plaats in Zweden)

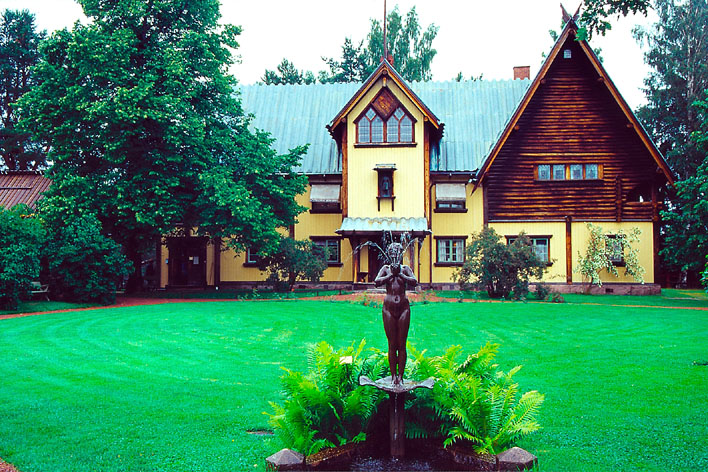
Zorn museum

Mora is de grootste plaats in de Zweedse gemeente Mora in het landschap Dalarna en de provincie Dalarnas län. De plaats heeft 10940 inwoners (2005) en een oppervlakte van 1235 hectare.
De plaats ligt tussen de meren Siljan en Orsasjön en ligt aan de Österdalälven en is een toeristische trekpleister. In tegenstelling tot de meeste toeristenplaatsen in Zweden is Mora een centrum voor zomervakantie. Rondom het Siljan en Orsasjön is het een en al recreatiegebied met campings etc. Dat wil niet zeggen dat de natuur daarvoor opgeofferd is. Zodra men de dorpjes verlaat bevindt men zich (ook 's zomers) in een verlaten landschap omringd door bos. Ten westen van Mora ligt eigenlijk geen enkel dorp of stad tot aan de grens met Noorwegen. Veel Noren komen hier op vakantie. Zweden is namelijk veel goedkoper in levensonderhoud dan Noorwegen.

## Geschiedenis
In de 13e eeuw was er al bewoning. De basis van het kerkje dateert uit die tijd, daarna is er regelmatig verbouwd. Op een inscriptie staat te lezen dat Karel XI van Zweden de kerk in 1673 heeft laten bouwen, dat klopt dus niet helemaal.
Aan het einde van het jaar 1520, stopte Gustaf Wasa in Mora, om er rekruten te ronselen om een rebellenaktie tegen de Denen op te zetten. Deze hielden Zweden grotendeels bezet. De burgers van Mora negeerden in eerste instantie deze oproep maar veranderden van gedachten toen Wasa al vertrokken was richting de Noorse grens. Volgens een legende vertrokken twee mannen vanuit Mora (genaamd: Lars Jakobsson en Engelbrekt Jonsson) en wisten de Zweedse troonpredentent in te halen ter hoogte van Sälen en vertelden hem dat zijn bevolking achter hem stond en bereid was voor hem te vechten. Deze rebellenaktie wist het Deense gouvernement omver te werpen waarna Gustaf Wasa geïnstalleerd werd als koning van Zweden.
Mora was in de jaren 1668 - 1670 het beginpunt van een heksenjacht, toen een jongen beweerde, dat hij de twaalfjarige geitenherder Gertrud Svensdotter over water had zien lopen. Het meisje werd ter dood veroordeeld, maar ontkwam aan haar vonnis door lukrake beschuldigingen tegen negentien vrouwen van het bijwonen van heksensabbaths. Een klimaat van angst en hysterie verspreidde zich razendsnel over de streek, en honderden vooral vrouwen werden gedood. Te hunner nagedachtenis is in 2021 in Mora een monument opgericht.

## Geografie
Door haar ligging tussen de meren in, is het ook een verkeersknooppunt:
- een weg uit Malung (66 km bos) en andere kleine provinciale wegen komen uit in Mora;
- het is het eindpunt van een spoorlijn, direct vanuit Stockholm; dan wel Borlänge;
- de Inlandsbanan heeft in Mora twee eind- en beginpunten (noordwaarts en zuidwaarts vertrekken verschillende treinen). Het station ligt aan het meer. (afhankelijk van welke treinen rijden). In de zomer is er ook soms een stoomtreinverbinding met Orsa.

## Verkeer en vervoer
Bij de plaats lopen de E45, Riksväg 26 en Riksväg 70.
Ten zuiden van Mora ligt de Luchthaven Mora-Siljan.
De plaats heeft een station op de spoorlijnen Gällivare - Kristinehamn, Uppsala - Morastrand en Älvdalen - Mora.

## Overig
Elk jaar in maart eindigt hier de langlaufwedstrijd Vasaloppet; in het dorp is een beeld van Gustaaf I van Zweden (Vasa) neergezet, die hier in 1520 vermomd verbleef.
In Mora is de plaatselijk zeer bekende kunstenaar Anders Zorn, schilder van het leven in Dalarna, geboren; hij wordt herdacht met Zorngården: zijn huis en tuin.

## Geboren
- Sebastian Hohenthal (1984), autocoureur
- Lia Larsson (2001), zangeres